# اکونت تلکام لسوتو
اکونت تلکام لسوتو (ETL) یک شرکت مخابراتی است که در نتیجه ادغام تلکام لسوتو و اکونت ایزی‌سل لسوتو در آوریل ۲۰۰۸ تأسیس شد. این شرکت به‌عنوان یکی از اصلی‌ترین ارائه‌دهندگان خدمات ارتباطی در لسوتو شناخته می‌شود و انواع مختلفی از خدمات مخابراتی، اینترنتی، و ارتباطات داده را به مشترکان خود در سراسر کشور ارائه می‌دهد.

## تاریخچه
اکونت تلکام لسوتو از ادغام دو شرکت تلکام لسوتو و اکونت ایزی‌سل لسوتو در آوریل ۲۰۰۸ به‌وجود آمد. پس از این ادغام، اسکم انترپرایزیز (Pty) Limited که پیشتر سهام‌دار اصلی بود، سهام خود را به اکونت وایرلس گلوبال فروخت. بدین ترتیب، اکونت وایرلس با ۷۰٪ سهام به بزرگترین سهام‌دار تبدیل شد و دولت لسوتو ۳۰٪ سهام را در اختیار داشت.

## خدمات
اکونت تلکام لسوتو خدمات متنوعی در حوزه مخابرات و ارتباطات ارائه می‌دهد، از جمله:
خدمات تلفن همراه (۳G، ۴G و نسل‌های جدید)
اینترنت پرسرعت (ADSL، فیبر نوری و بی‌سیم)
خدمات پیش‌پرداخت تلفن همراه با نام تجاری BUDDIE
خدمات تلفن ثابت برای مشترکان خانگی و تجاری

## پوشش شبکه
اکونت تلکام لسوتو دارای یک شبکه گسترده از دکل‌های مخابراتی و سیستم‌های انتقال داده است که خدمات خود را در تمامی نقاط کشور، از جمله مناطق شهری و روستایی، ارائه می‌دهد.